# A legtovább hatalmon lévő keresztény egyházi vezetők listája
Az alábbi lapon a legalább 40 éven át ismert egyházi tisztséget betöltött személyek vannak felsorolva. (A lista hiányos, mivel több helyen nem maradtak fenn megfelelő adatok a tisztségek viselőiről.) Az azonos évet betöltött személyek időrendi sorrendben szerepelnek.

## Legalább 60 évet a tisztségükben betöltött személyek
| Név            | Tisztség                    | Élt                                 | Évek | Hivatalt viselt | Évek | Megjegyzések |
| -------------- | --------------------------- | ----------------------------------- | ---- | --------------- | ---- | ------------ |
| I. Joachim     | Alexandriai görög pátriárka | 1448 k. – 1567                      | 119  | 1486 – 1567     | 81   |              |
|                |                             |                                     |      |                 |      |              |
| Remigius       | Reims püspöke               | 437 – 533. január 13.               | 96   | 459 – 533       | 74   |              |
|                |                             |                                     |      |                 |      |              |
| Ányos          | Orléans püspöke             | 358 – 453. november 17.             | 95   | 388 – 453       | 65   |              |
| Harduin        | Angers püspöke              | 1347 – 1439. január 15.             | 92   | 1374 – 1439     | 65   |              |
|                |                             |                                     |      |                 |      |              |
| Hugó           | Cluny apátja                | 1024. május 13. – 1109. április 28. | 84   | 1049 – 1109     | 60   |              |
| VIII. Johannán | Nesztoriánus pátriárka      | 1760 – 1838. augusztus 16.          | 78   | 1778 – 1838     | 60   |              |

## 55 – 59 évet a tisztségükben betöltött személyek
| Név        | Tisztség                | Élt                                   | Évek | Hivatalt viselt | Évek | Megjegyzések           |
| ---------- | ----------------------- | ------------------------------------- | ---- | --------------- | ---- | ---------------------- |
| Camelianus | Troyes püspöke          | ? – 536                               | ?    | 479 – 536       | 57   | Kérdéses az időtartam. |
| IV. Sém    | Nesztoriánus pátriárka  | ? – 1497                              | ?    | 1436 – 1493     | 57   |                        |
|            |                         |                                       |      |                 |      |                        |
| Ansegise   | Troyes püspöke          | ? – 970. december 28.                 | ?    | 914 – 970       | 56   |                        |
|            |                         |                                       |      |                 |      |                        |
| Odilo      | Cluny apátja            | 962 – 1049. január 1.                 | 87   | 994 – 1049      | 55   |                        |
| XXI. Sém   | Asszír keleti pátriárka | 1908. február 28. – 1975. november 6. | 67   | 1920 – 1975     | 55   |                        |

## 50 – 54 évet a tisztségükben betöltött személyek
| Név                     | Tisztség         | Élt                                    | Évek   | Hivatalt viselt                  | Évek   | Megjegyzések |
| ----------------------- | ---------------- | -------------------------------------- | ------ | -------------------------------- | ------ | ------------ |
| Josip Juraj Strossmayer | Diakovár püspöke | 1815. február 4. – 1905. május 8.      | 90     | 1850. május 20. – 1905. május 8. | 54     |              |
| II. Burkhard            | Lyon püspöke     | ? – 1033. június 22.                   | ?      | 979 – 1033                       | 54     |              |
|                         |                  |                                        |        |                                  |        |              |
| V. Cirill               | Kopt pápa        | 1824/1831 – 1927. augusztus 7.         | 96–103 | 1874 – 1927                      | 53     |              |
| Gatianus                | Tours püspöke    | ? – 304. december 18.                  | ?      | 251 – 304                        | 53     |              |
| Adalbert                | Laon püspöke     | ? – 1030                               | ?      | 977 – 1030                       | 53     |              |
| III. Ferenc             | Bayeux püspöke   | 1629. augusztus 31. – 1715. június 16. | 85     | 1662 – 1715                      | 53     |              |
|                         |                  |                                        |        |                                  |        |              |
| Mellonus                | Rouen püspöke    | ? – 312. október 22.                   | ?      | 260 – 312                        | 52     |              |
| Lupus                   | Troyes püspöke   | 383 – 478. július 29.                  | 95     | 426 – 478                        | 52     |              |
| Hugó                    | Grenoble püspöke | 1053 – 1132. április 1.                | 79     | 1080 – 1132                      | 52     |              |
|                         |                  |                                        |        |                                  |        |              |
| Genebaldus              | Laon püspöke     | 470 k. – 550. szeptember 5.            | kb. 80 | 499 – 550                        | 51     |              |
|                         |                  |                                        |        |                                  |        |              |
| Magnobodus              | Angers püspöke   | ? – 660                                | ?      | 610 k. – 660                     | kb. 50 |              |
| Ulrik                   | Augsburg püspöke | 890 – 973. július 4.                   | 83     | 923 – 973                        | 50     |              |
| II. Frotaire            | Nîmes püspöke    | ? – 1077                               | ?      | 1027 – 1077                      | 50     |              |
| Ardutius                | Genf püspöke     | ? – 1185. július 25.                   | ?      | 1135 – 1185                      | 50     |              |

## 49 évet a tisztségükben betöltött személyek
| Név          | Tisztség          | Élt                                  | Évek   | Hivatalt viselt | Évek | Megjegyzések |
| ------------ | ----------------- | ------------------------------------ | ------ | --------------- | ---- | ------------ |
| I. Rajmund   | Marseille püspöke | ? – 1122                             | ?      | 1073 – 1122     | 49   |              |
| II. Dietrich | Köln érseke       | 1385 k. – 1463. február 14.          | kb. 78 | 1414 – 1463     | 49   |              |
| II. Dénes    | Senlis püspöke    | ? – 1702. március 13.                | ?      | 1653 – 1702     | 49   |              |
| Károly       | Auxerre püspöke   | 1669. április 20. – 1754. április 3. | 84     | 1705 – 1754     | 49   |              |

## 48 évet a tisztségükben betöltött személyek
| Név           | Tisztség           | Élt                                    | Évek | Hivatalt viselt | Évek | Megjegyzések |
| ------------- | ------------------ | -------------------------------------- | ---- | --------------- | ---- | ------------ |
| Manassé       | Arles püspöke      | ? – 962. november 17.                  | ?    | 914 – 962       | 48   |              |
| II. Markvard  | Eichstätt püspöke  | 1605. augusztus 10. – 1685. január 18. | 79   | 1637 – 1685     | 48   |              |
| Ciprián Gábor | Angoulême püspöke  | ? – 1737. január 12.                   | ?    | 1689 – 1737     | 48   |              |
| Ignác         | Regensburg püspöke | 1818. július 13. – 1906. augusztus 16. | 88   | 1858 – 1906     | 48   |              |

## 47 évet a tisztségükben betöltött személyek
| Név               | Tisztség                            | Élt                                     | Évek   | Hivatalt viselt | Évek | Megjegyzések |
| ----------------- | ----------------------------------- | --------------------------------------- | ------ | --------------- | ---- | ------------ |
| Proculus          | Marseille püspöke                   | ? – 428                                 | ?      | 381 – 428       | 47   |              |
| Brictius          | Tours püspöke                       | ? – 444. november 13.                   | ?      | 397 – 444       | 47   |              |
| II. Hugó          | Rouen püspöke                       | ? – 989. november 10.                   | ?      | 942 – 989       | 47   |              |
| I. Gautier        | Autun püspöke                       | ? – 1024. május 8.                      | ?      | 977 – 1024      | 47   |              |
| II. Róbert        | Rouen püspöke                       | ? – 1037                                | ?      | 990 – 1037      | 47   |              |
| Odó               | Bayeux püspöke                      | 1030 k. – 1097. január 7.               | kb. 67 | 1050 – 1097     | 47   |              |
| Balduin           | Trier érseke                        | 1285 k. – 1354. január 21.              | kb. 69 | 1307 – 1354     | 47   |              |
| V. János          | Autun püspöke                       | 1408 – 1483. július 1.                  | 75     | 1436 – 1483     | 47   |              |
| V. Henrik         | Augsburg püspöke                    | 1570. február 5. – 1646. június 25.     | 76     | 1599 – 1646     | 47   |              |
| Sándor Zsigmond   | Augsburg püspöke                    | 1663. április 16. – 1737. január 24.    | 73     | 1690 – 1737     | 47   |              |
| Károly Prudencius | Nîmes püspöke                       | 1707 – 1784                             | 77     | 1737 – 1784     | 47   |              |
| Ferenc József     | Boulogne püspöke                    | 1712. szeptember 22. – 1789. október 8. | 77     | 1742 – 1789     | 47   |              |
| János Armand      | Senlis püspöke                      | 1721. február 24. – 1818. április 23.   | 97     | 1754 – 1801     | 47   |              |
| VI. József        | Nesztoriánus pátriárka              | 1852. augusztus 8. – 1947. július 21.   | 94     | 1900 – 1947     | 47   |              |
| Ioan Bob          | Erdélyi román görögkatolikus püspök | 1739. október 14. – 1830. október 2.    | 90     | 1783 – 1830     | 47   |              |

## 46 évet a tisztségükben betöltött személyek
| Név             | Tisztség                    | Élt                                    | Évek   | Hivatalt viselt | Évek | Megjegyzések |
| --------------- | --------------------------- | -------------------------------------- | ------ | --------------- | ---- | ------------ |
| Peregrinus      | Auxerre püspöke             | ? – 304. május 16.                     | ?      | 258 – 304       | 46   |              |
| Willibald       | Eichstätt püspöke           | 700 – 787. július 7.                   | 87     | 741 – 787       | 46   |              |
| Teodór          | Antiochia görög pátriárkája | ? – 797                                | ?      | 751 – 797       | 46   |              |
| II. Eberhard    | Salzburg püspöke            | 1170 k. – 1246. december 1.            | kb. 76 | 1200 – 1246     | 46   |              |
| II. János       | Trier érseke                | 1434 – 1503. február 9.                | 69     | 1456 – 1502     | 46   |              |
| Ernő            | Freising püspöke            | 1554. december 17. – 1612. február 17. | 57     | 1566 – 1612     | 46   |              |
| Lajos           | Agde püspöke                | 1633. február 4. – 1702. február 4.    | 69     | 1656 – 1702     | 46   |              |
| Filaret Drozdov | Moszkva pátriárkája         | 1782. december 26. – 1867. december 1. | 84     | 1821 – 1867     | 46   |              |

## 45 évet a tisztségükben betöltött személyek
| Név            | Tisztség                     | Élt                                    | Évek  | Hivatalt viselt       | Évek | Megjegyzések                                  |
| -------------- | ---------------------------- | -------------------------------------- | ----- | --------------------- | ---- | --------------------------------------------- |
| I. Atanáz      | Alexandria püspöke           | 298 – 373. május 2.                    | 75    | 328 – 373             | 45   | Olykor törvénytelen követelőkkel megszakítva. |
| Audoenus       | Rouen püspöke                | 600/603 – 686. augusztus 24.           | 83–86 | 641 – 686             | 45   |                                               |
| Politianus     | Alexandria görög pátriárkája | ? – 813                                | ?     | 768 – 813             | 45   |                                               |
| II. Denha      | Nesztoriánus pátriárka       | ? – 1381/1382                          | ?     | 1336/1337 – 1381/1382 | 45   |                                               |
| Péter          | Augsburg püspöke             | 1388. február 22. – 1469. április 12.  | 81    | 1424 – 1469           | 45   |                                               |
| Károly         | Langres püspöke              | 1522 – 1614                            | 92    | 1569 – 1614           | 45   |                                               |
| Ferenc Adhemar | Arles püspöke                | 1603. augusztus 27. – 1689. március 9. | 85    | 1644 – 1689           | 45   |                                               |
| Ferenc Xavér   | Marseille püspöke            | 1671. december 3. – 1755. június 4.    | 83    | 1710 – 1755           | 45   |                                               |
| Tamás          | Cádiz püspöke                | ? – 1776                               | ?     | 1731 – 1776           | 45   |                                               |

## 44 évet a tisztségükben betöltött személyek
| Név             | Tisztség                    | Élt                                      | Évek | Hivatalt viselt | Évek | Megjegyzések |
| --------------- | --------------------------- | ---------------------------------------- | ---- | --------------- | ---- | ------------ |
| II. István      | Agde püspöke                | ? – 1034                                 | ?    | 990 – 1034      | 44   |              |
| II. Bertrand    | Nîmes püspöke               | ? – 1324                                 | ?    | 1280 – 1324     | 44   |              |
| II. Ignác       | Antiochia görög pátriárkája | ? – 1386                                 | ?    | 1342 – 1386     | 44   |              |
| III. Frigyes    | Köln érseke                 | 1348 – 1414. április 9.                  | 66   | 1370 – 1414     | 44   |              |
| Vilmos          | Verdun püspöke              | ? – 1500. február 20.                    | ?    | 1456 – 1500     | 44   |              |
| István Trisztán | Sens püspöke                | 1431 – 1518. február 11.                 | 87   | 1474 – 1518     | 44   |              |
| Gyula Ekhter    | Würzburg püspöke            | 1545. március 18. – 1617. szeptember 13. | 72   | 1573 – 1617     | 44   |              |
| Albert Badoer   | Crema püspöke               | ? – 1677                                 | ?    | 1633 – 1677     | 44   |              |
| I. János Ferenc | Konstanz püspöke            | 1611. november 6. – 1689. március 7.     | 77   | 1645 – 1689     | 44   |              |
| János Jakab     | Orange püspöke              | ? – 1720                                 | ?    | 1675 – 1719     | 44   |              |
| Ferenc András   | Orange püspöke              | ? – 1775. július 29.                     | ?    | 1730 – 1774     | 44   |              |
| Kelemen Vencel  | Augsburg püspöke            | 1739. szeptember 28. – 1812. július 27.  | 72   | 1768 – 1812     | 44   |              |

## 43 évet a tisztségükben betöltött személyek
| Név         | Tisztség               | Élt                                      | Évek  | Hivatalt viselt | Évek | Megjegyzések |
| ----------- | ---------------------- | ---------------------------------------- | ----- | --------------- | ---- | ------------ |
| Demeter     | Alexandria püspöke     | ? – 232. október 22.                     | ?     | 189 – 232       | 43   |              |
| I. Timóteus | Nesztoriánus pátriárka | 727/728 – 823. január 9.                 | 95–96 | 780 – 823       | 43   |              |
| Dodon       | Angers püspöke         | ? – 880                                  | ?     | 837 – 880       | 43   |              |
| Rostang     | Arles püspöke          | ? – 913                                  | ?     | 870 – 913       | 43   |              |
| Gumbaldus   | Angoulême püspöke      | ? – 940. március 23.                     | ?     | 897 – 940       | 43   |              |
| Frigyes     | Genf püspöke           | ? – 1043                                 | ?     | 1030 – 1073     | 43   |              |
| Élinand     | Laon püspöke           | ? – 1095                                 | ?     | 1052 – 1095     | 43   |              |
| Fülöp       | Freising püspöke       | 1480. július 5. – 1541. január 5.        | 60    | 1498 – 1541     | 43   |              |
| Músza       | Maronita pátriárka     | ? – 1567                                 | ?     | 1524 – 1567     | 43   |              |
| VII. Gábor  | Kopt pápa              | ? – 1568. október 26.                    | ?     | 1525 – 1568     | 43   |              |
| Gábor       | Évreux püspöke         | ? – 1574                                 | ?     | 1531 – 1574     | 43   |              |
| Simon       | Tours püspöke          | 1515 – 1597. január 11.                  | 82    | 1554 – 1597     | 43   |              |
| IX. Illés   | Nesztoriánus pátriárka | ? – 1660                                 | ?     | 1617 – 1660     | 43   |              |
| Ferenc      | Angoulême püspöke      | ? – 1689. szeptember 29.                 | ?     | 1646 – 1689     | 43   |              |
| VII. Péter  | Kopt pápa              | ? – 1852. december 15.                   | ?     | 1809 – 1852     | 43   |              |
| Pál         | Metz püspöke           | 1804. november 11. – 1886. augusztus 18. | 81    | 1843 – 1886     | 43   |              |

## 42 évet a tisztségükben betöltött személyek
| Név                      | Tisztség                     | Élt                                    | Évek | Hivatalt viselt | Évek | Megjegyzések |
| ------------------------ | ---------------------------- | -------------------------------------- | ---- | --------------- | ---- | ------------ |
| Christianus              | Nîmes püspöke                | ? – 850                                | ?    | 808 – 850       | 42   |              |
| Dietrich                 | Verdun püspöke               | ? – 1089                               | ?    | 1047 – 1089     | 42   |              |
| István                   | Metz püspöke                 | ? – 1163. december 29.                 | ?    | 1121 – 1163     | 42   |              |
| János                    | León püspöke                 | ? – 1181                               | ?    | 1139 – 1181     | 42   |              |
| V. Vilmos                | Albi püspöke                 | ? – 1230                               | ?    | 1185 – 1227     | 42   |              |
| Caesarius                | Salerno püspöke              | 1221 – 1263. augusztus 31.             | 41   | 1221 – 1263     |      |              |
| V. Samun                 | Maronita pátriárka           | ? – 1339                               | ?    | 1297 – 1339     | 42   |              |
| Vilmos                   | Soissons püspöke             | ? – 1362. május 15.                    | ?    | 1362 – 1404     | 42   |              |
| Lajos                    | Sens püspöke                 | ? – 1474. szeptember 9.                | ?    | 1432 – 1474     | 42   |              |
| II. Károly               | Lyon püspöke                 | 1433 – 1488. szeptember 13.            | 55   | 1446 – 1488     | 42   |              |
| János                    | Huesca püspöke               | ? – 1526                               | ?    | 1484 – 1526     | 42   |              |
| Lajos                    | Laon püspöke                 | 1493. január 2. – 1557. március 11.    | 64   | 1510 – 1552     | 42   |              |
| Germánosz                | Jeruzsálem görög pátriárkája | ? – 1579                               | ?    | 1537 – 1579     | 42   |              |
| Ignác Hadajat Allah      | Antiochia szír pátriárkája   | ? – 1639                               | ?    | 1597 – 1639     | 42   |              |
| Fülöp Kristóf            | Speyer püspöke               | 1567. december 11. – 1652. február 7.  | 84   | 1610 – 1652     | 42   |              |
| Ágost                    | Magdeburg püspöke            | 1614. augusztus 13. – 1680. június 4.  | 65   | 1638 – 1680     | 42   |              |
| Henrik Arnold            | Angers püspöke               | 1597. október 30. – 1692. június 8.    | 94   | 1650 – 1692     | 42   |              |
| XVI. János               | Kopt pápa                    | ? – 1718. június 15.                   | ?    | 1676 – 1718     | 42   |              |
| Kelemen Ágost            | Münster és Paderborn püspöke | 1700. augusztus 16. – 1761. február 6. | 60   | 1719 – 1761     | 42   |              |
| Szilveszter              | Antiochia görög pátriárkája  | ? – 1766                               | ?    | 1724 – 1766     | 42   |              |
| Pierre-François de Sales | Aoszta püspöke               | 1704 – 1783                            | 79   | 1741 – 1783     | 42   |              |
| Lajos József             | Metz püspöke                 | 1724. december 11. – 1808. június 17.  | 83   | 1760 – 1802     | 42   |              |
| XVIII. Sém               | Asszír keleti pátriárka      | ? – 1903                               | ?    | 1861 – 1903     | 42   |              |

## 41 évet a tisztségükben betöltött személyek
| Név           | Tisztség                     | Élt                                    | Évek   | Hivatalt viselt | Évek  | Megjegyzések |
| ------------- | ---------------------------- | -------------------------------------- | ------ | --------------- | ----- | ------------ |
| II. Sahak     | Örmény katolikosz            | 338 k. – 439. szeptember 7.            | 101 k. | 387 – 428       | 41    |              |
| Dragobodo     | Speyer püspöke               | ? – 700                                | ?      | 659 – 700       | 41    |              |
| Milo          | Trier püspöke                | ? – 762/763                            | ?      | 722 – 762/763   | 40–41 |              |
| I. Kozmasz    | Alexandriai görög pátriárka  | ? – 768                                | ?      | 727 – 768       | 41    |              |
| Konrád        | Konstanz püspöke             | 900 k. – 975. november 26.             | kb. 75 | 934 – 975       | 41    |              |
| Makariosz     | Novgorod püspöke             | ? – 1030                               | ?      | 989 – 1030      | 41    |              |
| Hubert        | Angers püspöke               | ? – 1047                               | ?      | 1006 – 1047     | 41    |              |
| II. Gilbert   | Évreux püspöke               | ? – 1112                               | ?      | 1071 – 1112     | 41    |              |
| I. Konrád     | Salzburg érseke              | 1075 k. – 1147. április 9.             | kb. 72 | 1106 – 1147     | 41    |              |
| I. Dorotheosz | Jeruzsálem görög pátriárkája | ? – 1417                               | ?      | 1376 – 1417     | 41    |              |
| Donatus       | Benevento püspöke            | ? – 1426                               | ?      | 1385 – 1426     | 41    |              |
| XIII. János   | Kopt pápa                    | ? – 1524. február 5.                   | ?      | 1483 – 1524     | 41    |              |
| Jakab         | Bayeux püspöke               | 1577 – 1647. május 14.                 | 70     | 1606 – 1647     | 41    |              |
| IV. Péter     | Orléans püspöke              | 1636. november 14. – 1706. február 5.  | 69     | 1665 – 1706     | 41    |              |
| Lajos Ferenc  | Amiens püspöke               | 1683. január 13. – 1774. június 10.    | 91     | 1733 – 1774     | 41    |              |
| János         | Auxerre püspöke              | 1725. február 10. – 1805. augusztus 6. | 80     | 1760 – 1801     | 41    |              |
| Antal         | Ravenna püspöke              | 1746. augusztus 5. – 1826. január 22.  | 79     | 1785 – 1826     | 41    |              |
| XVII. Sém     | Asszír keleti pátriárka      | ? – 1861                               | ?      | 1820 – 1861     | 41    |              |
| III. Senuda   | Kopt pápa                    | 1923. augusztus 3. – 2012. március 17. | 88     | 1971 – 2012     | 41    |              |
| Maximosz      | Bolgár pátriárka             | 1914. október 29. – 2012. november 6.  | 98     | 1971 – 2012     | 41    |              |

## 40 évet a tisztségükben betöltött személyek
| Név            | Tisztség                     | Élt                                     | Évek   | Hivatalt viselt | Évek | Megjegyzések |
| -------------- | ---------------------------- | --------------------------------------- | ------ | --------------- | ---- | ------------ |
| Maternus       | Köln püspöke                 | ? – 128                                 | ?      | 88 – 128        | 40   |              |
| Caesarius      | Arles püspöke                | 471 – 542. augusztus 27.                | 71     | 502 – 542       | 40   |              |
| Kunibert       | Köln püspöke                 | ? – 663                                 | ?      | 623 – 663       | 40   |              |
| Chlodulf       | Metz püspöke                 | 605 k. – 697. május 8.                  | kb. 92 | 657 – 697       | 40   |              |
| Agricola       | Avignon püspöke              | 627 – 700. szeptember 2.                | 73     | 660 – 700       | 40   |              |
| Aymon          | Bourges püspöke              | ? – 1070. május 30.                     | ?      | 1030 – 1070     | 40   |              |
| Fülöp          | Troyes püspöke               | ? – 1121                                | ?      | 1081 – 1121     | 40   |              |
| II. Henrik     | Bayeux püspöke               | ? – 1205                                | ?      | 1165 – 1205     | 40   |              |
| Miklós         | Salerno püspöke              | ? – 1221. február 10.                   | ?      | 1181 – 1221     | 40   |              |
| III. Atanáz    | Alexandria görög pátriárkája | ? – 1316                                | ?      | 1276 – 1316     | 40   |              |
| Imbert         | Agen püspöke                 | ? – 1438                                | ?      | 1398 – 1438     | 40   |              |
| II. Károly     | Rouen püspöke                | 1523. szeptember 22. – 1590. május 9.   | 66     | 1550 – 1590     | 40   |              |
| III. Gottfried | Amiens püspöke               | ? – 1617. december 17.                  | ?      | 1577 – 1617     | 40   |              |
| Henrik         | Metz püspöke                 | 1601. november 3. – 1682. május 28.     | 80     | 1612 – 1652     | 40   |              |
| Kamil          | Lyon püspöke                 | 1606. augusztus 22. – 1693. június 3.   | 86     | 1653 – 1693     | 40   |              |
| X. Illés       | Nesztoriánus pátriárka       | ? – 1700                                | ?      | 1660 – 1700     | 40   |              |
| Armand Gyula   | Reims püspöke                | 1695. február 10. – 1762. augusztus 28. | 67     | 1722 – 1762     | 40   |              |
| Jeromos        | Salzburg érseke              | 1732. május 31. – 1812. május 20.       | 79     | 1772 – 1812     | 40   |              |

## 30 évnél többet a tisztségükben betöltöttpápák
| Név           | Tisztség   | Élt                                | Évek | Hivatalt viselt | Évek | Megjegyzések                                                   |
| ------------- | ---------- | ---------------------------------- | ---- | --------------- | ---- | -------------------------------------------------------------- |
| Péter apostol | Római pápa | I. e. 1 - 67. június 29.           | 68   | 33 - 67         | 34   | Jézus apostola, katolikus hagyomány szerint Róma első püspöke. |
|               |            |                                    |      |                 |      |                                                                |
| IX. Piusz     | Római pápa | 1792. május 13. - 1878. február 7. | 85   | 1846 - 1878     | 31   | Dokumentálhatóan a leghosszabb ideig uralkodott római pápa.    |

## Fordítás
- Ez a szócikk részben vagy egészben  a   Catégorie:Liste d'évêques et d'archevêques en France című francia Wikipédia-szócikk fordításán alapul.  Az eredeti cikk szerkesztőit annak laptörténete sorolja fel. Ez a jelzés csupán a megfogalmazás eredetét és a szerzői jogokat jelzi, nem szolgál a cikkben szereplő információk forrásmegjelöléseként.
- Ez a szócikk részben vagy egészben  a   Catégorie:Liste d'évêques et d'archevêques en Italie című francia Wikipédia-szócikk fordításán alapul.  Az eredeti cikk szerkesztőit annak laptörténete sorolja fel. Ez a jelzés csupán a megfogalmazás eredetét és a szerzői jogokat jelzi, nem szolgál a cikkben szereplő információk forrásmegjelöléseként.
- Ez a szócikk részben vagy egészben  a   Greek Orthodox Patriarch of Jerusalem című angol Wikipédia-szócikk fordításán alapul.  Az eredeti cikk szerkesztőit annak laptörténete sorolja fel. Ez a jelzés csupán a megfogalmazás eredetét és a szerzői jogokat jelzi, nem szolgál a cikkben szereplő információk forrásmegjelöléseként.
- Ez a szócikk részben vagy egészben  a   List of Coptic Orthodox Popes of Alexandria című angol Wikipédia-szócikk fordításán alapul.  Az eredeti cikk szerkesztőit annak laptörténete sorolja fel. Ez a jelzés csupán a megfogalmazás eredetét és a szerzői jogokat jelzi, nem szolgál a cikkben szereplő információk forrásmegjelöléseként.
- Ez a szócikk részben vagy egészben  a   List of Syriac Patriarchs of Antioch from 512 to 1783 című angol Wikipédia-szócikk fordításán alapul.  Az eredeti cikk szerkesztőit annak laptörténete sorolja fel. Ez a jelzés csupán a megfogalmazás eredetét és a szerzői jogokat jelzi, nem szolgál a cikkben szereplő információk forrásmegjelöléseként.
- Ez a szócikk részben vagy egészben  a   List of Greek Orthodox Patriarchs of Antioch című angol Wikipédia-szócikk fordításán alapul.  Az eredeti cikk szerkesztőit annak laptörténete sorolja fel. Ez a jelzés csupán a megfogalmazás eredetét és a szerzői jogokat jelzi, nem szolgál a cikkben szereplő információk forrásmegjelöléseként.
- Ez a szócikk részben vagy egészben  a   List of Greek Orthodox Patriarchs of Alexandria című angol Wikipédia-szócikk fordításán alapul.  Az eredeti cikk szerkesztőit annak laptörténete sorolja fel. Ez a jelzés csupán a megfogalmazás eredetét és a szerzői jogokat jelzi, nem szolgál a cikkben szereplő információk forrásmegjelöléseként.
- Ez a szócikk részben vagy egészben  a   Category:Lists of bishops című angol Wikipédia-szócikk fordításán alapul.  Az eredeti cikk szerkesztőit annak laptörténete sorolja fel. Ez a jelzés csupán a megfogalmazás eredetét és a szerzői jogokat jelzi, nem szolgál a cikkben szereplő információk forrásmegjelöléseként.